# ديواونغ فان منه
ديواونغ فان منه هو عسكري وسياسي فيتنامي، ولد في 16 فبراير 1916 في مي ثو ‏ في فيتنام، وتوفي في 6 أغسطس 2001 في باسادينا في الولايات المتحدة بسبب مرض. انتخب رئيس جنوب فيتنام ‏ (28 أبريل 1975 – 30 أبريل 1975).

## وصلات خارجية
- ديواونغ فان منه على موقع مونزينجر (الألمانية)